# 米喇印
米喇印（？—1648年），回族，甘肃省甘州（今甘肃张掖县）人。明朝末年驻防甘州的军官，清朝统一甘肃后，于甘肃巡抚张文衡帐下任副将，驻守甘州。
因在甘州起兵反清失败，于顺治五年被清朝将领张勇于水泉（今甘肃永昌水泉子村）所杀。

## 起兵经过[1]
- 顺治四年五月（1647年），米喇印、丁国栋两位驻守于甘州的回族将领因不满于清朝的一系列歧视回民的政策，进而于顺治五年三月（公元1648年）在甘州北城楼设宴，欲劝甘肃巡抚张文衡等人一同反叛而不成，而后将其杀害并宣布起兵。[2]
- 顺治五年三月，米喇印、丁国栋贵州回族将领等起兵反叛清朝，甘州（今张掖）、凉州（今武威）、肃州（今酒泉）等地均被攻克，甘肃巡抚张文衡、甘肃总兵刘良臣、凉州副总兵毛镔、肃州副总兵潘云腾、甘凉道林维造、西宁道张鹏翼等均被俘遇害。
- 顺治五年四月，清派陕甘总督孟乔芳率赵良栋、张勇、马宁对叛军进行镇压。[3]
- 顺治四月二十二日清军攻克洮州。二十四日，满、汉兵马会集兰州，大举攻城；叛军战败，米喇印、丁国栋率残余人马焚其桥向西逃窜，兰州失守。
- 顺治五月二十七日清军追击于水泉(今甘肃永昌水泉子村)，米喇印率残兵抵抗，被杀。而后丁国栋率残部退守甘州，被围半年之久，不支，突围逃窜至肃州。
- 顺治六年（1649年）十一月，清军破肃州，丁国栋等被俘，于顺治七年正月十五日，被凌迟处死。反叛失败。[4]